# Бяла-Писка (гмина)
Бяла-Писка (пол. Biała Piska) — городско-сельская гмина (волость) в Польше, входит как административная единица в Пишский повят, Варминьско-Мазурское воеводство. Население — 12 287 человек (на 2004 год).

## Демография
Данные по переписи 2004 года:
| Перепись                       | Всего   | Всего | Женщины | Женщины | Мужчины | Мужчины |
| ------------------------------ | ------- | ----- | ------- | ------- | ------- | ------- |
| Единицы                        | человек | %     | человек | %       | человек | %       |
| Население                      | 12 287  | 100   | 6009    | 48,9    | 6278    | 51,1    |
| Плотность населения (чел./км²) | 29,2    | 29,2  | 14,3    | 14,3    | 14,9    | 14,9    |

## Сельские округа
1. Белчонц
2. Циборы
3. Цвалины
4. Даново
5. Дмусы
6. Дрыгалы
7. Гентке
8. Грузы
9. Гузки
10. Калишки
11. Колёня-Кавалек
12. Коморово
13. Конопки
14. Ковалево
15. Кожухы
16. Кузки
17. Крушево
18. Кумельск
19. Липиньске
20. Лисы
21. Лодыгово
22. Микуты
23. Монеты
24. Мышки
25. Мыслики
26. Нитки
27. Нове-Дрыгалы
28. Облево
29. Орлово
30. Павлоцин
31. Погожель-Мала
32. Погожель-Велька
33. Раково-Мале
34. Радысы
35. Рогале-Вельке
36. Руда
37. Скаржын
38. Соколы-Езорне
39. Сулимы
40. Шкоды
41. Шимки
42. Свидры
43. Свидры-Косцельне
44. Влосты
45. Войны
46. Забельне
47. Залесе
48. Бемово-Писке

## Поселения
1. Домбрувка-Дрыгальска
2. Длуги-Конт
3. Гродзиско
4. Илки
5. Якубы
6. Клярево
7. Колёня-Конопки
8. Кожухы-Мале
9. Кожуховски-Млын
10. Рольки
11. Соколы
12. Шкоды-Колёня
13. Заскверки
14. Затоже-Колёня

## Соседние гмины
1. Гмина Элк
2. Гмина Грабово
3. Гмина Кольно
4. Гмина Ожиш
5. Гмина Пиш
6. Гмина Простки
7. Гмина Щучин